# Amanieu od Albreta
Amanieu od Albreta (fr. Amanieu d'Albret; također znan kao Amadeo, Amédée, Amanevus, Amanjeu ili Amaneo; o. 1478. – Castel-Jaloux en Bazadois, 2. rujna/20. prosinca 1520.) bio je francuski plemić i rimokatolički kardinal; sin lorda Alana I. Velikog i njegove supruge, gospe Françoise de Châtillon te mlađi brat navarskog kralja Ivana III. Postao je biskup Pamiersa.

## Biografija
Biskup Amanieu je rođen oko 1478. godine u Kraljevini Francuskoj kao sin lorda Alana Velikog. Amanieuov brat Ivan bio je de jure uxoris kralj Navare; njihov je stric, Luj od Albreta, također bio kardinal. Amanieu je imao troje djece s ljubavnicom (ili ljubavnicama) – sina i dvije kćeri.
Papa Aleksandar VI. učinio je Amanieua kardinalom 20. ožujka 1500. te mu je 2. listopada poslao galero. Amanieua su zvali "kardinal od Albreta" (cardinal d'Albret).
Amanieu je umro 2. rujna/20. prosinca 1520. godine te je pokopan u Casteljalouxu.